# Condado de la Mejorada
El condado de la Mejorada es un título nobiliario español creado el 27 de mayo de 1617 por el rey Felipe III de España a favor de Antonio de Padilla Bobadilla y Mendoza.

## Denominación
Su nombre hace referencia a la Mejorada, en la provincia de Toledo.

## Armas
Escudo partido, la 1.ª de Padilla y la 2.ª de Mendoza, con corona de conde.

## Condes de la Mejorada
|                         | Titular                                                  | Periodo                 |
| Creación por Felipe III | Creación por Felipe III                                  | Creación por Felipe III |
| ----------------------- | -------------------------------------------------------- | ----------------------- |
| I                       | Antonio de Padilla Bobadilla y Mendoza                   | 1617-1627               |
| II                      | Ana de Sande Padilla y Bobadilla                         | 1627-1650               |
| III                     | Agustín de Láncaster y Sande Padilla                     | 1650-1720               |
| IV                      | Juan Manuel de Láncaster Sande y Silva                   | 1720-1733               |
| V                       | Juan Antonio de Carvajal y Láncaster                     | 1733-1747               |
| VI                      | Manuel Bernardino de Carvajal y Zúñiga                   | 1747-1783               |
| VII                     | Ángel María de Caravajal y Gonzaga                       | 1783-1793               |
| VIII                    | Manuel Guillermo de Carvajal y Fernández de Córdoba      | 1793-1816               |
| IX                      | Ángel María de Carvajal y Fernández de Córdoba y Gonzaga | 1816-1839               |
| X                       | Ángel María de Carvajal y Téllez-Girón                   | 1848-1890               |
| XI                      | Ángela de Carvajal y Jiménez de Molina                   | 1890-1915               |
| XII                     | Antonio Cabeza de Vaca y Carvajal                        | 1915-1942               |
| XIII                    | Alfonso Cabeza de Vaca y Leighton                        | 1942-1957               |
| XIV                     | Antonio Alfonso Cabeza de Vaca y McDaniel                | 1957-1990               |
| XV                      | Andrea Cabeza de Vaca y McDaniel                         | 1993-actual titular     |

## Historia de los condes de la Mejorada
- Antonio de Padilla Bobadilla y Mendoza, I conde de la Mejorada.

Le sucedió la hija de su hermana Mariana de Padilla y Mendoza que había casado con Alfonso de Sande y Enríquez, I marqués de Valdefuentes, por tanto su sobrina materna:
- Ana de Sande Padilla y Bobadilla (1610-1659), II condesa de la Mejorada, II marquesa de Valdefuentes[2]  y dama de la reina Isabel de Borbón.[3] Ella y su esposo fueron los fundadores, en 1663, del convento de San Agustín en Valdefuentes.[4]

Casó el 15 de julio de 1627 con Alfonso de Láncaster y Láncaster, I duque de Abrantes, I marqués de Puerto Seguro y I marqués de Sardoal (con ducado), bisnieto del rey Juan II de Portugal, hijo de Álvaro de Láncaster, III  duque de Aveiro. Le sucedió su hijo:
- Agustín de Láncaster y Sande Padilla (Lisboa, 1639-23 de febrero de 1720), III conde de la Mejorada,[3] III marqués de Valdefuentes,[3] II duque de Abrantes,[5] II marqués de Puerto Seguro y II marqués de Sardoal.[3]

Casó, el 8 de noviembre de 1656, con Juana de Noroña y Castro, hija del duque de Linares. Le sucedió su hijo:
- Juan Manuel de Láncaster Sande y Silva (m. Madrid, 1 de noviembre de 1733), IV conde de la Mejorada,[3]  V marqués de Valdefuentes[6] III duque de Abrantes,[5] IV duque de Linares,[3] III marqués de Sardoal, IV marqués de Puerto Seguro,[3] obispo de Málaga,[3] obispo de Cuenca y patriarca de las Indias Occidentales.[3] Sin descendientes. Le sucedió su sobrino, hijo de su hermana María Josefa de Láncaster y Noroña y de su esposo Bernardino Carvajal y Vivero (1668-1728), II conde de la Quinta de la Enjarada:[7]

- Juan Antonio de Carvajal y Láncaster (Cáceres, 22 de mayo de 1688-1 de agosto de 1747), V conde de la Mejorada,[7] VI marqués de Valdefuentes, IV duque de Abrantes,[5] V duque de Linares,[7] IV marqués de Sardoal, V marqués de Puerto Seguro y III conde de la Quinta de la Enjarada.[7]

Casó el 16 de septiembre de 1734, en Madrid, con Francisca de Paula de Zúñiga y Arellano. Le sucedió su hijo:
- Manuel Bernardino de Carvajal y Zúñiga (Cáceres, 13 de diciembre de 1739-Cáceres, 4 de diciembre de 1783),[7] VI conde de la Mejorada,[7] VII marqués de Valdefuentes, V duque de Abrantes,[5] VI duque de Linares,[7]  V marqués de Sardoal, VI marqués de Puerto Seguro, X conde de Villalba, IV conde de la Quinta de la Enjarada,  XII marqués de Aguilafuente y XV conde de Aguilar de Inestrillas.[7]

Casó, el 13 de diciembre de 1758, con María Micaela Gonzaga y Caracciolo, hija del príncipe Francesco Gonzaga, I  duque de Solferino. Le sucedió su hijo:
- Ángel María de Carvajal y Gonzaga (Madrid, 2 de marzo de 1771-13 de mayo de 1793), VII conde de la Mejorada,[7] VIII marqués de Valdefuentes,[7] VI duque de Abrantes,[8] VII duque de Linares,[7]  VI marqués de Sardoal, VII marqués de Puerto Seguro, VIII marqués de Navamorcuende,[7]  V conde de la Quinta de la Enjarada, XVI conde de Aguilar de Inestrillas y XI marqués de Villalba.[7]

Casó, en 1788, con María Vicenta Soledad Fernández de Córdoba y Pimentel, hija de Pedro de Alcántara Fernández de Córdoba, XII duque de Medinaceli, y de su segunda esposa, María Petronila de Alcántara Enríquez y Cernesio, VII marquesa de Mancera, grande de España.  Le sucedió su hijo:
- Manuel Guillermo de Carvajal y Fernández de Córdoba (Madrid, 1790-1816[7]), VIII conde de la Mejorada,[7] IX marqués de Valdefuentes, VII duque de Abrantes,[9] VIII duque de Linares,[7] VII marqués de Sardoal,  VIII marqués de Puerto Seguro, IX marqués de Navamorcuende,[7] VI conde de la Quinta de la Enjarada y XVII conde de Aguilar de Inestrillas.[7] Le sucedió su hermano:

- Ángel María de Carvajal y Fernández de Córdoba y Gonzaga (1793-20 de abril de 1839), IX conde de la Mejorada, X marqués de Valdefuentes,[11] VIII duque de Abrantes,[9] IX duque de Linares,[7] IX marqués de Puerto Seguro, VIII marqués de Sardoal, X marqués de Navamorcuende,[7]  VII conde de la Quinta de la Enjarada, XVIII conde de Aguilar de Inestrillas, caballerizo mayor de la reina Isabel II y ballestero y montero mayor.

Casó el 1 de enero de 1813, en Cádiz, con Manuela Téllez Girón y Pimentel, II condesa de Coquinas, En 24 de diciembre de 1848, le sucedió su hijo:
- Ángel María de Carvajal y Téllez-Girón (Madrid, 20 de noviembre de 1815-Madrid, 3 de enero de 1890), X conde de la Mejorada, XI marqués de Valdefuentes,[11] IX duque de Abrantes,[9] X duque de Linares,[11] IX marqués de Sardoal,  X marqués de Puerto Seguro, XI marqués de Navamorcuende,[11] VIII conde de la Quinta de la Enjarada, XIX conde de Aguilar de Inestrillas y XIV conde de Villalba.[11]

Casó en primeras nupcias, el 10 de febrero de 1840 con María África Fernández de Córdoba y Ponce de León (m. 1866), hija de Luis Fernández de Córdoba-Figueroa y Aragón, XIV duque de Medinaceli, y de su esposa María de la Concepción Ponce de León y Carvajal. Contrajo un segundo matrimonio, el 27 de abril de 1874, con Josefa Jiménez Molina Jiménez (m. 1903). Le sucedió su hija del segundo matrimonio:
- Ángela de Carvajal y Jiménez de Molina (Madrid, 8 de marzo de 1868-Madrid, 3 de abril de 1924), XI condesa de la Mejorada.[13]

Casó el 19 de septiembre de 1891, en Madrid, con Vicente Cabeza de Vaca y Fernández de Córdoba, IX marqués de Portago grande de España. Senador del Reino, ministro de Instrucción Pública, alcalde de Madrid, etc. Le sucedió, por cesión de su madre en 1915, su hijo:
- Antonio Cabeza de Vaca y Carvajal (Madrid, 24 de septiembre de 1892-6 de mayo de 1941), XII conde de la Mejorada, X marqués de Portago, grande de España, gentilhombre grande de España con ejercicio y servidumbre del rey Alfonso XIII.[15]

Casó en primeras nupcias con María de los Dolores Castillo y Gascón, de quién se separó, y en segundas nupcias con Olga Beatriz Leighton-Ayre. Le sucedió, de su segundo matrimonio, en 1943, su hijo:
- Alfonso Cabeza de Vaca y Leighton (Londres, 11 de octubre de 1928-Guidizzolo, 12 de mayo de 1957), conocido como Alfonso de Portago, XIII conde de la Mejorada, XI marqués de Portago grande de España.[16][17]

Casó con Helen Carroll McDaniel. Le sucedió su hijo:
- Antonio Alfonso Cabeza de Vaca y McDaniel (1954-1990), XIV conde de la Mejorada, XII marqués de Portago grande de España.

Casó con Linda Spier. Le sucedió en 1993, a pesar de tener dos hijas, su hermana:
- Andrea Cabeza de Vaca y McDaniel (n. 1951), conocida como Andrea de Portago, XV condesa de la Mejorada[18] y XIII marquesa de Portago, grande de España, y modelo.[a].

Casó con Friedrich Christian Flick (n. Sulzbach-Rosenberg, 19 de septiembre de 1944). Sin descendencia.